# کورگانینسک
شهر کورگانینسک (به روسی: Курганинск) در کشور روسیه و در کرای کراسنودار واقع شده‌است.